# Большие Кулики (Тамбовская область)
Большие Кулики — село в Моршанском районе Тамбовской области России. Входит в состав Куликовского сельсовета.

## География
Село находится на берегу реки Разазовка, на расстоянии 17 км к северо-западу от города Моршанск, административного центра района, и 84 км к северу от города Тамбов, административного центра области.

### Часовой пояс
Село Большие Кулики, как и вся Тамбовская область, находится в часовой зоне МСК (московское время). Смещение применяемого времени относительно UTC составляет +3:00.

## Население
| 2002 | 2010 |
| ---- | ---- |
| 396  | ↘337 |

### Национальный состав
Согласно результатам переписи 2002 года, в национальной структуре населения русские составляли 96 % из 396 чел.